# Badal (metropolitana di Barcellona)
Badal è una stazione della linea 5 della Metropolitana di Barcellona.
La stazione venne inaugurata nel 1969 e si trova sotto Carrer de Sants tra Carrer Arizala e Carrer Sant Feliu de Guíxols.